# Circaeasteraceae
Circaeasteraceae је фамилија скривеносеменица из реда Ranunculales, која постоји у већини класификационих схема. Обухвата два рода, од којих сваки садржи по једну врсту:
1. Circaeaster agrestis
2. Kingdonia uniflora

Род Kingdonia се може одвојити у засебну фамилију (Kingdoniaceae).